# 南芬兰省
南芬兰省（芬蘭語：Etelä-Suomen lääni）是芬兰在1997至2009年间的一个省，毗连西芬兰省和东芬兰省，并和芬兰湾及俄罗斯接壤。

## 历史
在1997年，芬兰对行政区域进行了重新划分，将原有的12个省减少为6个省。新地省、屈米省和海梅省南部地区重新组成南芬兰省。

## 地区行政
省行政机关由地区内部来自不同的部门的权威人事所组成，以促进中央政府对本区域行政的有效管理。南芬兰省行政机构由380名雇员组成，办公室分别分布在海门林纳、赫尔辛基和科沃拉。

## 行政区划
南芬兰省划分为6个行政区:
- 南卡累利阿区
- 派耶特海梅区
- 坎塔海梅区
- 新地区
- 东新地区
- 屈米河谷区

南芬兰划分为88个市镇。

## 主要城市
南卡累利阿
- 拉彭兰塔

派耶特海梅
- 拉赫蒂

坎塔海梅 
- 海门林纳

新地
- 赫尔辛基
- 万塔
- 埃斯波

东新地
- 波尔沃

屈米河谷
- 科特卡
- 科沃拉